# Wyższe Seminarium Duchowne Franciszkanów w Krakowie
Wyższe Seminarium Duchowne Franciszkanów (OFMConv.) im. św. Maksymiliana M. Kolbe w Krakowie przy klasztorze Franciszkanów w Krakowie.

## Historia
W krakowskim klasztorze już w XIII w. istniało studium zakonne. Z testamentu bł. Salomei dowiadujemy się, że już w 1268 r. klerycy franciszkańscy odbywali studia teologiczne. Pracowało w nim wówczas trzech lektorów czyli profesorów teologii, którzy pełnili obowiązki dydaktyczne. Na początku XVII w. było jednym z 8 kolegiów generalnych zakonu z prawem nadawania stopni akademickich. Pracę studium przerwało skasowanie prowincji polskiej w 1864 r. i choć klasztor krakowski ocalał, klerycy musieli podjąć studia w kolegium jezuitów w Krakowie.
Koniec XIX wieku przyniósł prowincji galicyjskiej reformę życia zakonnego, której owocem była m.in. decyzja o utworzeniu studiów w krakowskim klasztorze. W 1892 r. nastąpiła reerekcja studium filozoficzno-teologicznego w Krakowie. Utrzymanie studium zawsze spoczywało na całej prowincji, poszczególnych klasztorach i dobrodziejach zakonu. W tej ponad stuletniej historii niektóre roczniki studiowały poza Krakowem (szczególnie filozofię). Powodem najczęściej była trudna sytuacja mieszkaniowa, później II wojna światowa, czy podział zakonu w Polsce na dwie prowincje. W latach 70. XX wieku otwarto w Łodzi Łagiewnikach Studium dla kleryków prowincji warszawskiej i krakowskie studium wróciło do prowadzenia całości programu studiów w Krakowie. Początkowo krakowskie studium było 5-letnie: 2 lata filozofii i 3 lata teologii, ale szybko wydłużono studium teologii do czterech lat. Pod względem prawnym studium opierało się na przepisach konstytucji zakonnych i rozporządzeniach generałów zakonu.
W 1969/1970 roku przyjęto nowe Ratio Institutionis Sacerdotalis (program studiów) zatwierdzone przez Stolicę Apostolską dla seminariów w Polsce. W 1981 r. studium zostało afiliowane do Papieskiej Akademii Teologicznej w Krakowie. Pozwoliło to absolwentom studium franciszkańskiego zdobywać stopnie naukowe PAT-u. Od 1988 r. na podstawie ustawy sejmowej seminarium uzyskało także osobowość prawną na forum państwowym. Na studia przyjmowano kandydatów po VI klasie gimnazjum, a od 1930 r. po maturze. W studium krakowskim zawsze realizowano program obowiązujący w seminariach. Od czasów papieża Leona XIII był nim tomizm.
Do roku 1955/56 wykłady odbywały się w języku łacińskim. Liczba godzin lekcyjnych wynosiła 24, a wraz z rozwojem programu nauczania dochodziła nawet do 30 tygodniowo. Na czele studiów stoi rektor wybierany na kapitule prowincjalnej lub mianowany przez prowincjała z jego radą. Początkowo nazywano go regensem, później prefektem studiów albo magistrem wyższego seminarium. Od 1969 r. funkcjonuje tytuł rektora.
Przygotowanie kadry profesorskiej było dokonywane poprzez wysyłanie ojców na studia w polskich i zagranicznych uczelniach: we Lwowie, w Rzymie (Seraphicum, Biblicum, Gregorianum, Lateranum, Marianum), w Warszawie, Lublinie (KUL), Poznaniu i Krakowie (UJ), we Fryburgu (Szwajcaria) i w Louvain (Belgia). Podstawowy trzon zespołu profesorów stanowili zawsze franciszkanie, w większości z tytułami doktorskimi. W seminarium wykładali też profesorowie innych zakonów, zgromadzeń, księża diecezjalni i ludzie świeccy. W krakowskim studium kształcili się polscy franciszkanie z prowincji galicyjskiej (do 1918 r.), potem z prowincji polskiej (1919-39), krakowskiej i warszawskiej (1939-81) i gdańskiej (od 1986), a także franciszkanie z USA, Rumunii, Włoch, Jugosławii, Belgii, Czech, Austrii a nawet Korei. Podstawowym zajęciem profesorów były wykłady i prowadzenie ćwiczeń. Przed I wojną światową odbywały się dysputy filozoficzne – dwa razy w roku.
Po II wojnie światowej wprowadzono seminaria dla studentów teologii, którzy uczestnicząc w tych zajęciach zobowiązani byli napisać praca pracę dyplomową. Był to warunek dopuszczenia do końcowego egzaminu "ex universa theologia" i święceń kapłańskich.
Od 1981 roku kiedy to studium stało się filią Papieskiej Akademii Teologicznej, klerycy pisząc pracę uzyskują magistra tejże uczelni. 
Obok formacji duchowej i intelektualnej klerycy seminarium krakowskiego angażowali się w pracę różnych grup: od 1918 r. istnieje w seminarium koło MI (Rycerstwa Niepokalanej) założone przez św. Maksymiliana Kolbe. Jego organem jest "Bratni Zew", czasopismo, które zaczęło się ukazywać w 1936 r., Bracia klerycy rozpoczęli działalność duszpasterstwa niewidomych i katechezy dzieci specjalnej troski. W 1968 r. w seminarium w Łodzi – Łagiewnikach powstał zespół Fioretti, który w następnym roku, wskutek połączenia seminariów przeniósł się do Krakowa i tu działa do dziś. W 1981 r. powstał Ruch Ekologiczny św. Franciszka z Asyżu (REFA). W 1980 powstał franciszkański zespół twórców CRAS, który skupiał młodych poetów z trzech rodzin franciszkańskich.
W 2006 roku seminarium przyjęło imię św. Maksymiliana M. Kolbe, studenta i profesora tegoż seminarium.
Najbardziej znani studenci i wychowawcy seminarium to franciszkanie: bł. Rafał Chyliński, św. Maksymilian Maria Kolbe, bł. Pius Bartosik, bł. Antonin Bajewski, bł. Michał Tomaszek, bł. Zbigniew Strzałkowski, o. prof. Joachim Roman Bar, o. prof. Wiesław Bar.

## Współczesność
Seminarium 31.12.2022 roku liczyło 26 alumnów.